# Liste der geschützten Landschaftsbestandteile in Ulm
Im baden-württembergischen Stadtkreis Ulm gibt es fünf ausgewiesene geschützte Landschaftsbestandteile. Mit den geschützten Landschaftsbestandteilen werden Teile von Natur und Landschaft gesichert, deren besonderer Schutz erforderlich ist. Die Schutzgründe befassen sich mit den folgenden vier Bereichen: Die Leistungs- und Funktionsfähigkeit des Naturhaushalts, das Orts- oder Landschaftsbild, die Abwehr schädlicher Einwirkungen sowie die Lebensstätten wild lebender Tier- und Pflanzenarten.

## Geschütze Landschaftsbestandteile
Die geschützten Landschaftsbestandteile des Stadtkreises Ulm tragen die folgenden Bezeichnungen:
| Ulm                                            |  | LB- | Ulm | ??? |  |  |
| Wiblingen                                      |  | LB- | Ulm | ??? |  |  |
| Söflingen                                      |  | LB- | Ulm | ??? |  |  |
| Grimmelfingen                                  |  | LB- | Ulm | ??? |  |  |
| Einsingen                                      |  | LB- | Ulm | ??? |  |  |
| Legende für Geschützter Landschaftsbestandteil |  |     |     |     |  |  |

Vier der fünf geschützten Landschaftsbestandteile tragen die Namen eines der 17 Ulmer Stadtteile.